# Mount Kimbie
Mount Kimbie est un duo anglais de musique électronique formé par Dominic Maker et Kai Campos. Leur premier album Crooks & Lovers, publié en 2010 par le label Hotflush Recordings, les révèle au sein de la scène londonienne. Leur second album, Cold Spring Fault Less Youth, est sorti le 27 mai 2013 sur Warp Records.

## Carrière musicale
Les deux membres du groupe se sont rencontrés à l’université Southbank de Londres, où ils décident de collaborer d’une manière peu usuelle. En effet, chaque morceau est le fruit d’un échange répété entre les deux artistes, qui composent chacun de leur côté. La musique de Mount Kimbie sonne ainsi comme un collage entre différents sons enregistrés live, notamment des voix, et des boucles répétitives.
Mount Kimbie sort ses deux premiers maxi «Maybes » et « Sketch on glass » sur le label Hotflush recordings. Ceux-ci attirent l’attention des médias spécialisés, Pitchfork et Resident Advisor en tête. De même, plusieurs artistes confirmés leur demandent des remixes pour leurs morceaux, notamment The XX et Foals. Le 30 août 2010 paraît en France leur premier album, Crooks & Lovers, accompagné d’une critique élogieuse,.
En juin 2012, Mount Kimbie signe avec Warp Records et annonce la préparation de son deuxième album. Tony Kus rejoint le duo en tant que batteur live en octobre 2012 et le groupe effectue une tournée nord-américaine avec Squarepusher cet automne-là. 
Cold Spring Fault Less Youth, sort une année plus tard. Il s'appuie sur le même socle électronique, avec la même nonchalance, mais il est davantage pop et moins dubstep que le premier. Kai Campos y chante ainsi que King Krule, invité sur deux morceaux.
Un troisième album, Love What Survives sort en novembre 2017. Marc Pell de Micachu and the Shapes et Andrea Balency intègrent Mount Kimbie à la batterie et aux claviers.
En juillet 2021, le groupe sort les morceaux Black Stone et Blue Liquid, enregistrés lors des sessions du Love What Survives, en 2017.
A l'occasion de la sortie du single "Dumb Guitar" en novembre 2023, l'inclusion de Andrea Balency-Béarn et Marc Pell dans le groupe est officiellement confirmée. Andrea Balency-Béarn est créditée sur 7 des 9 morceaux de l'album The Sunset Violent.

## Discographie

### Singles
- 2009: Maybes
- 2009: Sketch on glass